# Colletes macconnelli
Colletes macconnelli är en biart som beskrevs av Metz 1910. Colletes macconnelli ingår i släktet sidenbin, och familjen korttungebin. Inga underarter finns listade i Catalogue of Life.